# Siegfried Hähnel
Siegfried Hähnel (ur. 9 czerwca 1934 w Chemnitz, zm. 26 sierpnia 2010) – generał major Stasi.

## Życiorys
Urodził się w rodzinie tokarza. W 1952 został członkiem SED i funkcjonariuszem Stasi, 1953-1954 był słuchaczem kursów w Poczdamie, od 1954 pracował w Głównym Wydziale IX (Śledczym) Stasi NRD. W latach 1956–1960 kształcił się zaocznie w zakresie kryminalistyki w Wyższej Szkole Ministerstwa Spraw Wewnętrznych NRD, 1962-1974 kierował Wydziałem IX berlińskiego zarządu Stasi, 1962-1966 studiował zaocznie kryminalistykę na Uniwersytecie Humboldta w Berlinie, później uczył się w Wyższej Szkole Prawniczej w Poczdamie, w 1980 został doktorem prawa. W latach 1974–1986 był zastępcą szefa, a od 1986 do listopada 1989 szefem berlińskiego okręgowego zarządu Stasi i jednocześnie członkiem Kolegium Ministerstwa Bezpieczeństwa Państwowego NRD, w 1987 otrzymał stopień generała majora.